# Castillo de Sorihuela del Guadalimar
El Castillo de Sorihuela del Guadalimar es un antiguo castillo árabe que se ha venido datando en el siglo IX, localizado en el municipio de Sorihuela del Guadalimar, provincia de Jaén (Andalucía, España). El único resto conservado, que fue levantado por Fernando III tras la conquista de la población, es la Torre del Homenaje del Castillo de Sorihuela del Guadalimar.

## Descripción
Este lugar se localizaría en un cerro, erigido en una mesetilla a las afueras de la población, elevada sobre una estructura rocosa a cuyo pie se extiende el municipio.

## Historia
Las referencias bibliográficas mencionan la existencia en Sorihuela de un antiguo castillo construido en el año 886 por orden del general Hashim ben Abd al-Aziz, con objeto de fortificar la margen izquierda del río Guadalquivir, sirviendo al mismo tiempo de fortaleza avanzada a la de Iznatoraf en su defensa del paso sobre el río Guadalimar. Según Manuel de Góngora, habría sido levantado sobre una fortaleza romana.
Los vestigios que han llegado hasta nuestros días pertenecen a una construcción castellana, de la que sólo se ha conservado la torre del homenaje. 
Sorihuela fue conquistado por Fernando III el Santo el 5 de febrero de 1235 en su segunda expedición al norte de Andalucía. Tras la conquista la fortaleza cumplió funciones estratégicas entre el Arzobispado de Toledo y el Adelantamiento de Cazorla.